# Bruchwegstadion
Das Bruchwegstadion (auch Stadion am Bruchweg, voller Name: Bruchwegstadion auf dem Wolfgang Frank Campus) ist ein Fußballstadion in der rheinland-pfälzischen Landeshauptstadt Mainz. Bis Mai 2011 war es das Heimstadion des 1. FSV Mainz 05; seit Sommer 2011 wird es von dessen zweiter Mannschaft und der A-Jugend genutzt. Die erste Mannschaft spielt seit der Saison 2011/12 in der heutigen Mewa Arena.
Auf dem Gelände des Stadions befindet sich das Nachwuchsleistungszentrum von Mainz 05. Das Areal heißt seit Anfang September 2021, nach Wolfgang Frank, Wolfgang Frank Campus am Bruchweg.

## Geschichte
Das ursprünglich städtische Bruchwegstadion wurde 1929 am Bretzenheimer Bruchweg (heute Dr.-Martin-Luther-King-Weg und Albert-Schweitzer-Straße) eröffnet. Von der damaligen Bausubstanz, bestehend aus einer 80 Meter breiten unüberdachten Tribüne, einem Hartplatz und einer Aschenbahn, existiert nichts mehr.
Nach dem Verlust des vereinseigenen Stadions Fort Bingen wechselte der mit dem Reichsbahn-SV Mainz zum Reichsbahn-SV 05 fusionierte 1. Mainzer FSV 05 ins 500 Meter nördlich gelegene und zwischenzeitlich in Herbert-Norkus-Stadion umbenannte Bruchwegstadion. Nach dem Zweiten Weltkrieg war das Stadion zwei Jahre nicht bespielbar. Im Februar 1947 kehrte der wiedergegründete Verein an den Bruchweg zurück.

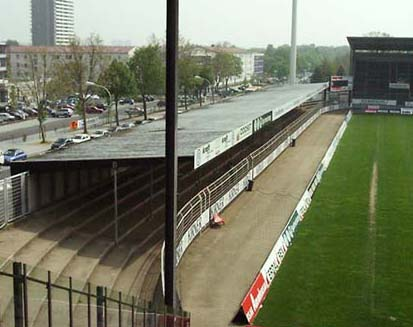
Die alte Gegengerade (2002)

1951 wurde aus Trümmerschutt, darunter Fragmenten römischer Grabsteine, die in Teilen bis ins 21. Jahrhundert bestehende siebenstufige Stehterrasse errichtet. Das Fassungsvermögen des Stadions stieg dadurch auf 20.000 Plätze. Bei der 1:4-Niederlage gegen den 1. FC Kaiserslautern am 12. April 1953 war das ausgebaute Stadion erstmals ausverkauft. 1953 bekam das Bruchwegstadion erstmals einen Rasenplatz. Die größte dokumentierte Zuschauerzahl wurde mit 24.000 am 27. Februar 1965 im DFB-Pokal-Viertelfinale gegen den 1. FC Nürnberg (0:3) erreicht. Für diese Partie wurde eigens eine Zusatztribüne errichtet. Die nächsten beiden Umbaumaßnahmen waren die Überdachungen der Haupttribüne (1965) und der Gegengeraden (1981). Mit dem Endspiel der ersten deutschen Fußballmeisterschaft der Frauen fand 1974 das Spitzenspiel des Frauenfußballs in Deutschland in Mainz statt.
Beim Freundschaftsspiel gegen Borussia Mönchengladbach im Sommer 1995 wurde die Flutlichtanlage eingeweiht. Wenig später bekam das Stadion erstmals eine elektronische Anzeigetafel.
Anlässlich der großen Aufstiegschancen 1997 wurden anstelle der alten Kurven zwei Stahlrohrtribünen hinter den Toren errichtet. Aus dem gleichen Grund wurden 2002 die Haupttribüne und die Gegengerade abgerissen. Eine moderne Tribüne, die u. a. Mannschaftskabinen und den VIP-Raum beherbergt, sowie eine weitere Stahlrohrtribüne mit Sitz- und Stehplätzen wurden errichtet.
Nach dem Bundesligaaufstieg 2004 wurden neben der Haupttribüne zwei weitere unüberdachte provisorische Zusatztribünen mit jeweils 800 Plätzen erbaut. Darüber hinaus wurden die Stadionecken neben der Gegengeraden mit Lärmschutzwänden geschlossen. Sowohl der Ausbau der kurzen Hintertortribünen im Jahr 1997 als auch die Erweiterung der Haupt- und Gegengerade erfolgte nach Plänen der Fiebiger GmbH Architekten + Ingenieure unter der Leitung des Architekten Folker Fiebiger (Kaiserslautern).
Die Hintertortribünen sollen dem Bau einer neuen Geschäftsstelle und weiterer Trainingsplätze weichen. Nach Rückbau der Molitor-Tribünen im Juni 2011 und der Nordtribüne im März 2018 fasst das Stadion nominell rund 14.600 Zuschauer, im Spielbetrieb der Regionalliga beträgt die Kapazität 7134.
Am 7. September 2021 wurde das gesamte Stadionareal mit dem Nachwuchsleistungszentrum, zu Ehren des ehemaligen Trainers der Profimannschaft von Mainz 05 Wolfgang Frank (1951–2013), Wolfgang Frank Campus am Bruchweg benannt.
Aufgrund des geplanten Neubaus der Geschäftsstelle des 1. FSV Mainz 05 an der Stirnseite des Bruchwegstadions fand am 9. September 2023 ein Abschiedsspiel für die Südtribüne statt. Bei dem Testspiel trafen die Mainzer auf den MSV Duisburg, mit dem die Mainzer durch eine langjährige Fanfreundschaft verbunden sind.

## Bausubstanz
Das Bruchwegstadion setzte sich bis 2011 aus sechs Tribünen zusammen:
- Haupttribüne
- Gegengerade
- Südtribüne
- Nordtribüne
- Molitor-Tribünen (in den Ecken neben der Haupttribüne)

### Haupttribüne
Die Haupttribüne ist die einzige feste Tribüne am Bruchweg. Der Rohbau der Betonkonstruktion wurde nach dem Abriss der alten Haupttribüne von 1929 von Mai bis August 2002 nach Plänen der Fiebiger GmbH Architekten + Ingenieure unter der Leitung des Kaiserslauterer Architekten Folker Fiebiger errichtet und im Herbst des Jahres überdacht. Seitdem werden die Räumlichkeiten in der Tribüne ausgebaut. Der ursprünglich 100 Meter breit geplante, aber aus finanziellen Gründen nur 80 Meter breit konstruierte Bau beherbergt im Erdgeschoss mehrere Mannschaftskabinen, eine Sporthalle sowie den Presseraum und darüber den zweigeschossigen VIP-Raum, Toiletten, Einsatzräume der Polizei und mehrere Logen. Unter dem freitragenden Dach befinden sich 3500 Sitzschalen.
Ab Mai 2009 trug die Tribüne den Namen des Mainzer Hauptsponsors Entega.

### Gegengerade
Ebenfalls in der Sommerpause 2002 wurde die alte Gegengerade durch eine moderne überdachte Stahlrohrkonstruktion ersetzt, die bis zum Rückzug des langjährigen Kooperationspartners des FSV Mainz 05 den Namen Oddset-Tribüne trug. Mit Beginn der Saison 2006/07 hatte der rheinland-pfälzische Erstligist das Unternehmen Orgentec Diagnostika als Namenspatron für die Tribüne gefunden. Über festen Catering-Räumen und Toilettenanlagen finden auf der ersten Tribüne an der Ostseite des Stadions insgesamt 5100 Zuschauer Platz. Im oberen Bereich der Tribüne befinden sich 1800 Sitzschalen, darunter 3300 Stehplätze. Im rechten Bereich der Gegengerade befindet sich der Gästeblock mit 600 Sitzplätzen und 1300 Stehplätzen.

### Südtribüne
Die Südtribüne ist zusammen mit der gegenüberliegenden, inzwischen abgebauten Nordtribüne der älteste Bereich des derzeitigen Stadions. Die überdachte Stahlrohrkonstruktion wurde in der Sommerpause 1997 anstelle der Südkurve errichtet. Zuvor stand bereits eine provisorische Tribüne wenige Monate lang am gleichen Ort. Die Südtribüne bietet 6600 überdachte Stehplätze und beherbergte unter anderem die beiden Hauptfanblöcke der Mainzer. Durch den Stadionausbau im Sommer 2002 steht die Tribüne nicht mehr mittig an der Stirnseite des Spielfelds.

### Nordtribüne
Die Nordtribüne wurde gleichzeitig mit der gegenüberliegenden Südtribüne im Sommer 1997 anstelle der Nordkurve errichtet. 3400 Zuschauer fanden auf dieser überdachten Stahlrohrkonstruktion ihre Sitzplätze.
Von Januar 2005 bis August 2007 trug die Tribüne den Namen des Logistikunternehmens Deutscher Paketdienst und war als DPD-Tribüne bekannt. Von 2007 bis 2009 trug sie den Namen des damaligen Hauptsponsors DBV Winterthur. Anfang 2018 wurde die Nordtribüne für den Bau von neuen Trainingsplätzen abgebaut.

### Molitor-Tribünen
Die beiden Molitor-Tribünen waren die jüngste Erweiterung des Bruchwegstadions. Die beiden unüberdachten Behelfskonstruktionen wurden nach dem Aufstieg in die Bundesliga 2004 errichtet und zum zweiten (Süd) und dritten (Nord) Heimspiel der Mainzer freigegeben. Jede Tribüne bot 800 Sitzplätze. Ab Juli 2005 trugen die Tribünen den Namen der Immobilienfirma Molitor. Im Juni 2011 wurden die Molitor-Tribünen ersatzlos abgebaut.

## Eintrittskartensituation
Vor der Spielzeit 2008/09 wurde ein neuer Nachfragerekord für die Dauerkarten aufgestellt. 23.500 Fans hatten einen Dauerkartenantrag an den Verein gesendet. Mitglieder und Dauerkarteninhaber besaßen ein Vorkaufsrecht für Dauerkarten.

## Weitere Veranstaltungen
Zusätzlich zu den Spielen des FSV Mainz 05 fanden im Bruchwegstadion mehrere Juniorenländerspiele statt, darunter drei Partien der U-21-Europameisterschaft im Sommer 2004. In den Jahren 2003 und 2004 wurden die Ligapokal-Endspiele im Bruchwegstadion ausgetragen. In den 1990er Jahren fanden die Freundschaftsspiele FC Bayern München–AC Mailand und 1. FC Kaiserslautern–Inter Mailand am Bruchweg statt.
Am 6. September 2008 fand am Bruchweg erstmals ein offizielles Länderspiel statt. Im Zuge der Qualifikation zur Fußball-Weltmeisterschaft 2010 spielte Georgien gegen Irland. Diese Partie war aufgrund der Verwicklung Georgiens in den Kaukasus-Konflikt an einen neutralen Austragungsort verlegt worden. Der Wunsch war, in Deutschland zu spielen; nachdem Karlsruhe kurzfristig hatte absagen müssen, erklärte sich Mainz bereit. Das Spiel endete 1:2 (0:1).
Das Stadion war in der Saison 2017/18 Ausweichstadion der Regionalliga-Fußballmannschaft des TSV Schott Mainz.
In den Jahren 2001, 2003, 2004 und 2005 trafen sich in der Saison-Sommerpause im Bruchwegstadion mehrere tausend Zeugen Jehovas und hielten dort ihren jährlichen Bezirkskongress ab.

## Neubau
Um wirtschaftlich konkurrenzfähig bleiben zu können, musste nach Angaben des 1. FSV Mainz 05 ein neues Stadion gebaut werden. Die vom Verein favorisierte Lösung, ein Neubau direkt hinter dem jetzigen Stadion inmitten des Stadtteils Hartenberg-Münchfeld, erwies sich aufgrund der Auflagen zum Lärmschutz der Anwohner finanziell als nicht realisierbar. Dies galt auch für den Ausbau des Bruchwegstadions hin zu einem circa 35.000 Zuschauer fassenden Fußballstadion.
Im Jahre 2007 wurde deshalb zunächst beschlossen, ein neues Stadion am Europakreisel, rund zwei Kilometer westlich im Stadtteil Gonsenheim, zu bauen. Das Stadion sollte Platz für rund 35.000 Zuschauer bieten und ab der Saison 2009/10 das neue Heimstadion der 05er sein. Aufgrund der anhaltenden Probleme bei der Schaffung baulicher Voraussetzungen am Wunschstandort Europakreisel prüfte die Stadt Mainz zwischenzeitlich drei weitere Baustandorte: auf dem ehemaligen Gelände der Heidelberger Cement in Weisenau, in der Nähe des neuen Messegeländes zwischen Mainz-Hechtsheim und Mainz-Ebersheim gelegen, aber auch ein Stadion gemeinsam mit dem SV Wehen Wiesbaden, welcher zum damaligen Zeitpunkt in der 2. Bundesliga spielte, im rechtsrheinischen Stadtteil Mainz-Kastel wurde überlegt, was aber zu heftigen Protesten führte. Am 19. Februar 2008 wurde schließlich ein neuer möglicher Standort für das neue Stadion ebenfalls in der Nähe des Europakreisels gefunden. Der Standort des Stadions ist dabei um rund 800 m nach Süden und Richtung Bretzenheim verschoben worden, um die notwendige zusammenhängende Fläche zu bekommen. Die Kosten des Stadionbaus wurden auf 45 Millionen Euro veranschlagt, dazu kamen noch maximal 15 Millionen Euro für zusätzliche Bau- und Erschließungskosten sowie für den Erwerb der Baufläche.
Das neue Stadion wurde am 3. Juli 2011 eröffnet. Das Mainzer Kreditunternehmen Coface wurde Co-Sponsor des Vereins und erwarb die Namensrechte bis 2015. Seit der Saison 2016/17 wird die Arena vom Automobilhersteller Opel namentlich gesponsert. Mit Beginn der Spielzeit 2021/2022 löste Mewa Opel als Namenssponsor ab. Das Bruchwegstadion bleibt Spielstätte des 1. FSV Mainz 05 II und der A-Junioren (U19).

## Pressestimmen
- Pressemeldung Coface: Neues Mainzer Stadion wird Coface Arena (Memento vom 17. August 2013 im Webarchiv archive.today)
- faz.net: Streitfall Stadion: Ackerland oder Fußballrasen